# John Cabot University

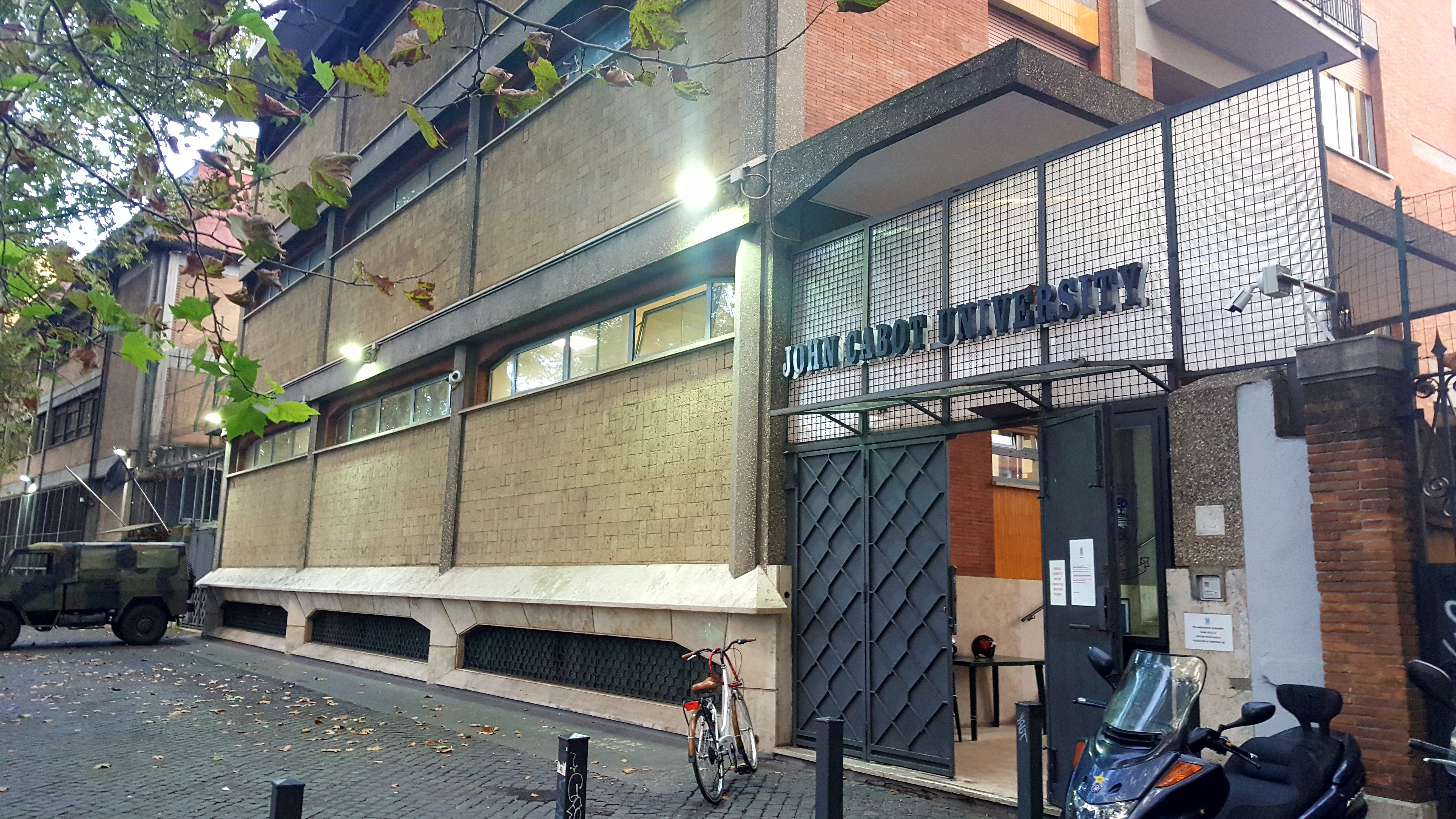
John Cabot Universität Rom

Die John Cabot University, Abk. JCU, ist eine US-amerikanische Privatuniversität mit Sitz in Rom.
Die Hochschule, die nach dem italienischen Entdecker Giovanni Caboto (John Cabot) benannt ist, wurde im Jahre 1972 gegründet. Sie bietet Studenten aus aller Welt neben einem vierjährigen Bachelor of Arts-Abschluss mehrere Programme für Austauschsemester an. Unterrichtssprache ist Englisch.

## Fachbereiche
- Kunstgeschichte und Gestaltung
- Betriebswirtschaft
- Kommunikation
- Anglistik und englische Literatur
- Geschichte und Geisteswissenschaften
- Mathematik, Naturwissenschaften und Informatik
- Moderne Sprachen und Literatur
- Politik- und Sozialwissenschaften

## Abschlüsse und Programme
- Associate of Arts (A.A.)
- Bachelor of Arts (B.A.)
- Weiterbildungszertifikate
- Doppelstudienabschluss Laurea triennale-Bachelor of Arts in Communications, zusammen mit der Universität Mailand
- JCU Institute in International Communication
- JCU Institute for Creative Writing and Literary Translation
- Summer Studies
- English Language for University Studies (ENLUS)

## Persönlichkeiten
- Fra' John Dunlap, kanadischer Rechtsanwalt, Großmeister des Malteserordens (Ehrendoktorwürde 2018)